# Segundo Consistório Ordinário Público de 1879

## Cardeais Eleitores
| Nº                 | País               | Nome                  | Idade              | Cargo                         | Título ou Diaconia                                           |
| Cardeais eleitores | Cardeais eleitores | Cardeais eleitores    | Cardeais eleitores | Cardeais eleitores            | Cardeais eleitores                                           |
| ------------------ | ------------------ | --------------------- | ------------------ | ----------------------------- | ------------------------------------------------------------ |
| 1                  | Itália             | Pier Francesco Meglia | 68                 | Núncio Apostólico na França   | Cardeal-presbítero de Santos Silvestre e Martinho nos Montes |
| 2                  | Itália             | Giacomo Cattani       | 56                 | Núncio Apostólico na Espanha  | Cardeal-presbítero de Santa Balbina                          |
| 3                  | Itália             | Luigi Jacobini        | 47                 | Núncio Apostólico na Austria  | Cardeal-presbítero de Santa Maria da Vitória                 |
| 4                  | Itália             | Domenico Sanguigni    | 70                 | Núncio Apostólico na Portugal | Cardeal-presbítero de Santa Pudenciana                       |

## Link Externo
- «Catholic Hierarchy» (em inglês)